# Epicadus camelinus
Epicadus camelinus es una especie de araña cangrejo del género Epicadus, familia Thomisidae. Fue descrita científicamente por O. Pickard-Cambridge en 1869.

## Distribución
Esta especie se encuentra en América del Sur: Perú, Bolivia y Brasil.

## Taxonomía
Fue descrita por O. Pickard-Cambridge en 1869.
Tratamiento taxonómico
La especie aparece registrada y publicada en Descriptions and sketches of some new species of Araneida, with characters of a new genus. Annals and Magazine of Natural History (4) 3(13): 52–74, pl. 4–6.